# Арахнодактилия
Арахнодактилия (лат. arachnodactylia; др.-греч. ἀράχνη — паук + греч. δάκτυλος палец) также известна как «паучьи пальцы» — патологическое состояние, при котором пальцы аномально удлинённые и узкие по сравнению с ладонью. Эта болезнь может быть врождённой или приобретённой на протяжении жизни.
В некоторых случаях арахнодактилии все или несколько пальцев на руке обладают большой гибкостью и способностью быть отклонёнными назад на 180°.

## Причины
Подобное состояние может проявиться само по себе, без каких-либо сопутствующих проблем со здоровьем. Тем не менее, оно зачастую связано с определёнными группами заболеваний, таких как синдром Марфана (при этом заболевании проявляются близорукость (после 10-15 лет), высокая подвижность суставов, не пропадающая с возрастом, длинные конечности. Часто больные худощавы и высокорослы).
Арахнодактилию принято связывать с мутациями в генах гликопротеина фибриллина 1-го и 2-го типов.